# Skupina galaxií Maffei
Skupina galaxií Maffei (také známá jako Skupina galaxií IC 342/Maffei nebo Skupina galaxií Maffei 1) je skupina galaxií nejbližší k Místní skupině galaxií. Skupinu je možno rozdělit na dvě podskupiny podle jejích dvou nejjasnějších členů: IC 342 a Maffei I. Skupina galaxií Maffei tvoří spolu s dalšími blízkými skupinami Místní nadkupu galaxií (Nadkupu galaxií v Panně).

## Členové skupiny Maffei
Následující tabulka ukazuje jednotlivé členy skupiny Maffei, jak je zařadil I. D. Karachentsev. Je rozdělená na dvě podskupiny členů soustředěných kolem IC 342 a Maffei I.
| Název            | Typ       | R.A. (J2000)  | Dec. (J2000) | Rudý posuv (km/s) | Magnituda |
| ---------------- | --------- | ------------- | ------------ | ----------------- | --------- |
| Camelopardalis A | Irr       | 04h 26m 16.3s | +72°48′21″   | -46 ± 1           | 14.8      |
| Camelopardalis B | Irr       | 04h 53m 07.1s | +67°05′57″   | 77                | 16.1      |
| Cassiopeia 1     | dIrr      | 02h 06m 02.8s | +68°59′59″   | 35                | 16.4      |
| IC 342           | SAB(rs)cd | 03h 46m 48.5s | +68°05′46″   | 31 ± 3            | 9.1       |
| KK 35            | Irr       | 03h 45m 12.6s | +67°51′51″   | 105 ± 1           | 17.2      |
| NGC 1560         | SA(s)d    | 04h 32m 49.1s | +71°52′59″   | -36 ± 5           | 12.2      |
| NGC 1569         | Sbrst     | 04h 30m 49.1s | +64°50′52,6″ | -104 ± 4          | 11,2      |
| UGCA 86          | Im        | 03h 59m 50.5s | +67°08′37″   | 67 ± 4            | 13.5      |
| UGCA 92          | Im        | 04h 32m 04.9s | +63°36′49.0″ | -99 ± 5           | 13.8      |
| UGCA 105         | Im        | 05h 14m 15.3s | +62°34′48″   | 111 ± 5           | 13.9      |

| Název       | Typ       | R.A. (J2000)  | Dec. (J2000) | Rudý posuv (km/s) | Magnituda |
| ----------- | --------- | ------------- | ------------ | ----------------- | --------- |
| Dwingeloo 1 | SB(s)cd   | 02h 56m 51.9s | +58°54′42″   | 110               | 8.3       |
| Dwingeloo 2 | Im        | 02h 54m 08.5s | +59°00′19″   | 94 ± 1            | 20.5      |
| KKH 11      | dE        | 02h 24m 34.2s | +56°00′43″   | 310               | 16.2      |
| KKH 12      | Irr       | 02h 27m 26.9s | +57°29′16″   | 70                | 17.8      |
| Maffei I    | S0 pec    | 02h 36m 35.4s | +59°39′19″   | 13 ± 22           | 11.4      |
| Maffei II   | SAB(rs)bc | 02h 41m 55.1s | +59°36′15″   | -17 ± 5           | 16.0      |
| MB 1        | SAB(s)d   | 02h 35m 36.5s | +59°22′43″   | 190 ± 1           | 20.5      |
| MB 3        | dSph      | 02h 55m 42.7s | +58°51′37″   | 59 ± 1            | 17.33     |

Karachentsev uvádí, že k podskupině IC 342 možná patří KKH 37 a k podskupině Maffei I možná patří KKH 6.